# Marienlyst kunstisbane
De Marienlyst kunstisbane is een ijsbaan in Drammen in de provincie Buskerud in het zuiden van Noorwegen. De openlucht-kunstijsbaan is geopend in 1999 en ligt op 61 meter boven zeeniveau. De ijsbaan ligt naast het Marienlyst stadion (voetbalstadion). De ijsbaan ligt op een kunstgrasveld die iedere winter geprepareerd tot kunstijsbaan. De ijsbaan heeft in 2005 het Noorse allround kampioenschap en in 2015 het Noorse sprint kampioenschap mogen organiseren. De ijsbaan wordt ook gebruikt als bandybaan.

## Kampioenschappen
Langebaanschaatsen
- 2005 - NK allround mannen/vrouwen
- 2015 - NK sprint mannen/vrouwen

Bandy
- 2018 - WK Bandy U19

## Øren kunstgress- og kunstisbane
De Øren kunstgress- og kunstisbane is een kunstgrasveld dat in de winter wordt gebruikt als kunstijsbaan voor het bandy. Het veld is gelegen naast de Øren school in Drammen en wordt gebruikt door de Drammens Ballklubb, die zowel een voetbal- als bandytak heeft. Het kunstgrasveld is aangelegd in 2017. Het veld is 60 x 100m breed voor voetbal en 60 x 98m breed voor het bandy.

## Konnerud kunstisbane
De Konnerud kunstisbane is een bandybaan in de woonwijk Konnerud in Drammen in de provincie Buskerud in het zuiden van Noorwegen. De openlucht-kunstijsbaan is geopend in 2016. De ijsbaan wordt gebruikt door de vereniging Konnerud Idrettslag.
De ijsbaan is tot stand gekomen door een samenwerking tussen de gemeente en vrijwilligers van het bandyteam van Konnerud Idrettslag.

## Gamle Marienlyst Stadion
Het Gamle Marienlyst Stadion is een voormalige ijsbaan in Drammen in de provincie Buskerud in het zuiden van Noorwegen. De openlucht-natuurijsbaan was in gebruik van 1888 tot en met 1999. De ijsbaan lag op 61 meter boven zeeniveau. De opvolger van deze ijsbaan is de Marienlyst kunstisbane. De ijsbaan heeft in 1947 het wereldkampioenschap allround voor vrouwen georganiseerd. Daarnaast zijn er zeven Noorse kampioenschappen allround voor mannen georganiseerd. De ijsbaan werd ook gebruikt als bandybaan.

### Kampioenschappen
Langebaanschaatsen
- 1903 - NK allround mannen
- 1916 - NK allround mannen
- 1922 - NK allround mannen
- 1934 - NK allround mannen
- 1947 - WK allround vrouwen
- 1948 - NK allround mannen
- 1966 - NK allround mannen
- 1980 - NK allround mannen

Bandy
- 1985 - WK Bandy (2 poulewedstrijden)